# Rhicnoda
Rhicnoda es un género de cucarachas de la familia Blaberidae. Fue descrito por Brunner von Wattenwyl en 1893.

## Especies
- Rhicnoda desidiosa
- Rhicnoda natatrix
- Rhicnoda rugosa
- Rhicnoda spinulosa